# Абдігаппар
Абдігаппа́р (каз. Әбдіғаппар) — село у складі Жанакорганського району Кизилординської області Казахстану. Адміністративний центр та єдиний населений пункт Киркенсеського сільського округу.
У радянські часи село називалось Киркенсе.
Населення — 1847 осіб (2021; 2013 у 2009, 1818 у 1999, 1666 у 1989).